# Шелтон, Саманта
Сама́нта Ска́й Ше́лтон (род. 15 ноября 1978, Лос-Анджелес, Калифорния) — американская актриса и певица.

## Ранний период жизни
Саманта Шелтон родилась в Лос-Анджелесе, Калифорния, в семье режиссёра Кристофера и Кэрол Стромм. У неё три старшие сестры: Корен, Эрин и Марли Шелтон (актриса). Саманта изучала актёрское мастерство, посещая Школу искусств Северной Каролины и Высшую школу искусств Лос-Анджелеса.

## Карьера

### Актёрская карьера
Её дебют состоялся в роли официантки в фильме «Власяница» (англ.: Hairshirt), а затем она сыграла несколько гостевых ролей на телевидении, включая повторяющуюся роль в «Справедливой Эми». У неё была второстепенная роль в «Белом олеандре» в роли беременной девочки, находящейся под опекой. В 2003 году она снялась вместе со своей сестрой Марли в независимом фильме «Переезд Алан» и сыграла роли лучшей подруги в фильмах «Кривая обучаемости» (англ.: Learning curve) и «Продавщица». Она также сыграла секретаршу в независимом хите «Элли Паркер». Некоторые из её сцен были вырезаны, но они доступны в разделе «Специальные материалы» на DVD.
В начале 2006 года Шелтон завершила съёмки независимого фильма «Маркус», фильм распространялся на кинофестивалях и пытался добиться кинематографического релиза.
В 2006 году она снялась в сериале «Королевская бухта», показанном на канале Lifetime Network.

### Музыкальная карьера
С 2001 по 2005 год Шелтон исполняла номер в джаз-кабаре под названием «If All the Stars Were Pretty Babies» вместе со своей подругой — актрисой Зоуи Дешанель.
Шелтон выпустила три EP: Ты что, шутишь? (англ.: Are You Kidding Around?), Капризная Луна и Морские Ноги.

## Личная жизнь
Она сестра актрисы Марли Шелтон. Она замужем за писателем Стивеном Дэвисом, у неё есть сын Лазло и дочь Поппи.

## Фильмография

### Фильм
| Год      | Заголовок                   | Роль                                 | Примечания             |
| -------- | --------------------------- | ------------------------------------ | ---------------------- |
| 1998 год | Власяница                   | Официантка № 2                       |                        |
| 2002 г.  | Парни из женской общаги     | Продавщица макияжа                   |                        |
| 2002 г.  | Белый олеандр               | Ивонн                                |                        |
| 2003 г.  | Переезд Алан                | Эмили Мэннинг                        |                        |
| 2003 г.  | Кривые обучения             | Клео                                 |                        |
| 2005 г.  | Элли Паркер                 | Радуга                               |                        |
| 2005 г.  | Продавщица                  | Локи                                 |                        |
| 2006 г.  | Маркус                      | Катя                                 |                        |
| 2007 год | Восстание: Кровавый Охотник | Редактор еженедельника Лос-Анджелеса |                        |
| 2009 год | Женщины в беде              | Певица                               |                        |
| 2009 год | The Tip                     |                                      | Короткометражный фильм |
| 2011 год | Девушка заходит в бар       |                                      |                        |
| 2011 год | Правило 6 месяцев           | Мелисса                              |                        |
| 2011 год | Майя и Айк                  | Майя                                 | Короткометражный фильм |

### Телевидение
| Год           | Заголовок                            | Роль                       | Примечания                                |
| ------------- | ------------------------------------ | -------------------------- | ----------------------------------------- |
| 2000 г.       | Фрики и гики                         | Хайди Хендерсон            | Эпизод: «У нас есть дух»                  |
| 2000-2001 гг. | Судя Эми                             | Иви Мартелл                | 7 серий                                   |
| 2001 г.       | Девочки Гилмор                       | Либби Доти                 | Эпизод: «Представляем Лорелай Гилмор»     |
| 2002 г.       | Розуэлл                              | Конни Гриффин              | Эпизод: «Авария»                          |
| 2002 г.       | Зачарованные                         | Селена                     | Эпизод: «Путь ведьмы?»                    |
| 2002 г.       | Ещё одно красивое лицо               | Парикмахер                 | Телевизионный фильм                       |
| 2003 г.       | Холм одного дерева                   | Рейган                     | Эпизод: «Пилот»                           |
| 2003 г.       | Место преступления: Майами           | Кристал Шервуд             | Эпизод: «Трудное время»                   |
| 2006 г.       | Девочки Гилмор                       | Уокер                      | Эпизод: «Возвращение к подружкам невесты» |
| 2006 г.       | Убеждение                            | Дайан Кастл                | 3 серии                                   |
| 2006 г.       | Королевская бухта                    | Кэти Фостер                | 14 серий                                  |
| 2007 год      | Рождество в Кадиллаке Джека          | Билли                      | Телевизионный фильм                       |
| 2008          | Доктор Хаус                          | Эмми                       | Эпизод «Пусть едят торт»                  |
| 2009 год      | Одиннадцатый час                     | Гретхен Моррис             | Эпизод: «Ольфактус»                       |
| 2009 год      | The Cleaner                          | Дженни                     | Эпизод: «Черепаха и бабочка»              |
| 2009 год      | Замок                                | Виксен                     | Эпизод: «Вампирские выходные»             |
| 2010 год      | CSI: Исследование места преступления | цыплёнок-пулемётчик        | Эпизод: «Забери мою жизнь, пожалуйста»    |
| 2011 год      | Преступные умы                       | Иоланда                    | Эпизод: «С такими друзьями»               |
| 2011 год      | Кости                                | Антония «Тони» Лоуренс     | Эпизод: «Поворот в Твистере»              |
| 2012 год      | Боб’с Бургеры                        | Аманда / Мисти Гиш (голос) | 2 серии                                   |
| 2013-2016 гг. | Боб’с Бургеры                        | Сьюзен (голос)             | 4 серии                                   |
| 2022 год      | Центральный парк                     | Байкер № 2                 | 3 серии                                   |